# Stephanie Pröglhöf
Stephanie de Medeiros Passos Pröglhöf (São José dos Campos, 15 de março de 1994) é uma miss e modelo que representou o Brasil no Miss Internacional 2018.  
Ela havia ficado em 2º lugar no Miss Brasil Beleza Internacional 2018, mas após a "vencedora de jure", a catarinense Fernanda Recht, ficar impossibilitada de representar o país devido a ter passado da idade limite, Stephanie assumiu seu lugar no certame internacional e embarcou como Miss Brasil para o Japão para representar o país.

## Biografia
Com ascendência austríaca - tendo o seu avô emigrado de Retz durante a Segunda Guerra Mundial - e portuguesa, Stephanie é biomédica formada em 2017 pela Universidade do Vale do Paraíba e desenvolve pesquisas com células-tronco.

## Concursos

### Miss Brasil Beleza Internacional 2018
Stephanie ficou em 2º lugar no Miss Brasil Beleza Internacional 2018, concurso realizado no Rio de Janeiro e que teve a participação de 14 concorrentes. No entanto, semanas depois do concurso, constatou-se que a vencedora, Fernanda Recht, estava acima da idade máxima para participar do concurso no Japão. Fernanda manteve o título, mas acabou substituída por Stephanie no concurso Miss Internacional 2018. 

### Miss Internacional 2018
Ela viajou para Tóquio em novembro de 2018 para disputar o título em nome do Brasil, mas acabou não conseguindo classificação. 

## Resumo das competições
| Concurso                                               | Representação       | Ano  |
| ------------------------------------------------------ | ------------------- | ---- |
| Miss São José dos Campos (Indicada)                    | —                   | 2017 |
| Miss São Paulo BE Emotion (Top 12)                     | São José dos Campos | 2017 |
| Miss Brasil Beleza Internacional (2º. Lugar - Assumiu) | São Paulo           | 2018 |
| Miss Internacional                                     | Brasil              | 2018 |